# Le Tour du monde de Sadko
Pour plus de détails, voir Fiche technique et Distribution.
Le Tour du monde de Sadko (Садко) est un film soviétique d'Alexandre Ptouchko sorti en 1953.

## Synopsis
Parti à la recherche de l'oiseau du bonheur, Sadko entame un extraordinaire voyage à travers de lointaines contrées. Au cours de son périple il va rencontrer des créatures fantastiques qui vont le protéger et le guider dans sa quête. Sadko devra triompher de toute une série d'épreuves pour accéder au secret de l'oiseau magique.
Le personnage de Sadko est dérivé de la mythologie russe.

## Fiche technique
- Titre : Le Tour du monde de Sadko
- Titre original : Садко
- Réalisation : Alexandre Ptouchko
- Scénario : Maria Fateïeva
- Scénario : Maria Fateïeva
- Adaptation du script de la version 1962 : Francis Ford Coppola
- Producteurs :
- Sociétés de production : Mosfilm / Artkino picture (1952) - Art Diamond/ Filmgroup (1962)
- Direction artistique : Evgueni Koumankov
- Musique : Grigori Hamburg
- Directeur de photographie :
- Superviseur de la chorographie : Sergueï Koren
- Superviseur de la production : Joseph Moss
- Technicien en image : Fiodor Provorov
- Effets spéciaux visuels : Sergueï Moukhine
- Montage :
- Création des décors : Evgueni Svidetelev
- Format : Technique en couleur (Technicolor) au 1.37:1 – Son monophonique sur 35 mm.
- Année de production : 1952.
- Genre : Aventures et comédie musicale
- Pays d'origine : URSS
- Durée : 80 minutes
- Dates de sortie :1953.

## Distribution
- Sergueï Stoliarov : Sadko
- Mikhaïl Trojanovski : Trifon
- Nadir Malichevski
- Youri Leonidov
- B. Surovtchev
- Yelena Myshkova : la princesse
- Ivan Pereversev
- Nikolaï Krioutchkov
- Alla Larionova : Lyubava
- Eva Michkova
- Lidia Vertinskaïa
- Stepan Kayukov : Neptune
- Olga Vikland : Neptuna

## Distinction
- Lion d'argent au festival de Venise en 1953.